# Glenea soembana
Glenea soembana là một loài bọ cánh cứng trong họ Cerambycidae.